# Associazione Sportiva Biellese 1902 2003-2004
Questa voce raccoglie le informazioni riguardanti l'Associazione Sportiva Biellese 1902 nelle competizioni ufficiali della stagione 2003-2004.

## Rosa
| N. |                    | Ruolo | Calciatore           |
| -- | ------------------ | ----- | -------------------- |
|    | Italia (bandiera)  | C     | Giovanni Abate       |
|    | Italia (bandiera)  | A     | Davide Adorno        |
|    | Italia (bandiera)  | D     | Chistian Berger      |
|    | Italia (bandiera)  | C     | Giacomo Biagi        |
|    | Italia (bandiera)  | C     | Stefano Brognoli     |
|    | Italia (bandiera)  | C     | Mauro Calvi          |
|    | Italia (bandiera)  | D     | Luca Cantarello      |
|    | Italia (bandiera)  | D     | Alfio Cantone        |
|    | Italia (bandiera)  | C     | Alessandro Colombo   |
|    | Italia (bandiera)  | P     | Achille Coser        |
|    | Brasile (bandiera) | A     | José Silva Dos Anjos |
|    | Italia (bandiera)  | C     | Ivan Ferretti        |
|    | Italia (bandiera)  | P     | Gian Filippo Gerardi |

| N. |                   | Ruolo | Calciatore              |
| -- | ----------------- | ----- | ----------------------- |
|    | Italia (bandiera) | C     | Matteo Longhi           |
|    | Italia (bandiera) | A     | Davide Lovati           |
|    | Italia (bandiera) | C     | Manuel Tommaso Lunardon |
|    | Italia (bandiera) | D     | Lorenzo Mazzia          |
|    | Italia (bandiera) | C     | Antonio Pedrocchi       |
|    | Italia (bandiera) | D     | Gastone Pistore         |
|    | Italia (bandiera) | A     | Stefano Salandra        |
|    | Italia (bandiera) | D     | Simone Santin           |
|    | Italia (bandiera) | C     | Dario Serra             |
|    | Italia (bandiera) | A     | Manuel Sinato           |
|    | Italia (bandiera) | A     | Omar Torri              |
|    | Italia (bandiera) | D     | Matteo Verdi            |